# ジョーン・ベノイト
ジョーン・ベノイト・サミュエルソン（Joan Benoit Samuelson, 1957年5月16日 - ）は、アメリカ合衆国メイン州ケープエリザベス出身の陸上競技女子マラソン選手である。

## 来歴
スキーで足を骨折したときのリハビリにランニングを始め、それがマラソンに向かうきっかけとなる。1979年のボストンマラソンに優勝。
1983年のボストンマラソンで、女子として初めて2時間25分を破る2時間22分43秒の世界最高記録で優勝する。しかし、ボストンマラソンが全体として下り坂の片道コースであること、レース時の気候条件が8mの追い風だったこと、レポーターとして伴走した男性ランナーをペースメーカーに使ったのではないかと見られたことなどから、この記録の価値を疑問視する見方も少なからずあった。このため、翌年のロサンゼルスオリンピックに向けては必ずしも優勝候補の筆頭とはみなされず、同年の世界陸上ヘルシンキ大会の優勝者グレテ・ワイツ（ノルウェー）を押す声が多かった。
そのロサンゼルスオリンピック本番では、グレテ・ワイツやイングリッド・クリスチャンセン（ノルウェー）らが積極的な飛び出しを控える中、ベノイトは序盤の5Kmを過ぎてから独走状態となる。その後も銀メダリストのワイツ、銅メダリストのロザ・モタ（ポルトガル）らの追撃を振り切ってそのままゴールに入り、記念すべきオリンピックの女子マラソン初代金メダリストとなった。
高温・多湿にもかかわらず、ただ一人2時間25分を切る2時間24分52秒（女子だけのマラソンとしては世界最高記録であった）の好タイムで、前年のボストンの記録に寄せられた疑問を見事に跳ね返す形になった。ちなみに2016年リオデジャネイロオリンピックに至るまで、そのときの世界記録保持者として出場した選手がオリンピックのマラソン競技に優勝したケースはベノイト以降（男女を通じて）出ていない（男子では1936年ベルリンオリンピックの孫基禎（韓国、当時日本）のみ）。
オリンピック後に結婚。結婚後最初のレースとなった1985年11月のシカゴマラソンでは、当時世界歴代2位となる自己ベストの2時間21分21秒で優勝している。1986 - 1987年は出産と育児のため競技を離れたが、1988年以降も年に1度程度のペースでレースに出場していた。1991年のボストンマラソンでは久々に好走し、2時間26分54秒で4位となっている。この間、1991年には喘息であるとの診断も受けたが走ることはやめなかった。1996年2月のアトランタオリンピックの代表選考レースに12年ぶりに参加。2時間36分54秒で13位であった。2000年2月のシドニーオリンピック代表選考レースでは記録は2時間39分59秒の9位で再度の出場はならなかったが、42歳での挑戦は話題となった。2008年の北京オリンピックアメリカ代表選考レースにも出場、2時間49分08秒の記録で50歳代のアメリカ記録を樹立した。
2009年10月3日、TBS系列で春秋恒例の特別番組、「オールスター感謝祭」に「オリンピック女子マラソン初代金メダリスト」の肩書きで、特別ゲストとして来日出演。「赤坂5丁目ミニ駅伝」では、「マラソンドリームチーム」で千葉真子（日本）、谷川真理（日本）とともに出走して優勝。「赤坂5丁目ミニマラソン」にも出走したが、彼女のハンデが大き過ぎたためか11位に終わった。
2019年4月15日には同日行われた第123回ボストンマラソンに参加し、61歳にして3時間5分18秒をマークする快走を見せた。

## エピソード
アメリカでいっしょにトレーニングしたことのある増田明美によると、ジョギング中に突如コースを外れて近くの茂みに入り、両手にブルーベリーをいっぱい摘んで戻ってきたことがあるという。「これでジャムを作る」ということだったが、その奔放な行動に増田は驚いたらしい。